# Giorgio Kaisserlian
Giorgio Kaisserlian († 29. April 1969) war ein italienischer Kunstkritiker armenischer Herkunft.

## Leben
Er schloss sich der von Lucio Fontana gegründeten Bewegung der „movimento spazialista“ an und unterzeichnete 1947 zusammen mit Beniamino Joppolo und Milena Milani das Erste Manifest des Spazialismus.
Ebenfalls in den 1940er Jahren gründete er zusammen mit Padre Arcangelo Favaro die Galerie für zeitgenössische Kunst San Fedele in Mailand. Er war lange Zeit Sekretär der Associazione Amici della Francia, die eine Galerie in der Via Corso Emanuele, ebenfalls in Mailand, betrieb.
Kaisserlian veröffentlichte zahlreiche Kataloge und organisierte Ausstellungen für verschiedene Kunstgalerien. Er arbeitete auch als Kunstkritiker für die Tageszeitung „Il Popolo“. Viele seiner Artikel sind in der Enrico-Baj-Sammlung des Archivio del '900 des Museo d’arte moderna e contemporanea di Trento e Rovereto aufbewahrt.

## Publikationen
- Polemiche sul realismo. Edizione 5 lune, Rom 1956.
- Giovane scultura milanese. Centro Culturale San Fedele, Mailand 1960.
- K(andinsky)-K(lee)-B(aumeister)-B(issier). Galleria Blu, Mailand 1962.
- Remo Brindisi. Edizioni della Conchiglia, Mailand 1966.
- Nuova situazione milanese. Nuova Milano Galleria d'Arte, Mailand 1966.